# توماس اسوزی
توماس اسوزی (انگلیسی: Thomas Suozzi؛ زادهٔ ۳۱ اوت ۱۹۶۲) سیاستمدار اهل ایالات متحده آمریکا است. از حزب دموکرات (ایالات متحده آمریکا) و عضو مجلس نمایندگان ایالات متحده آمریکا است که در حوزه انتخابیه سوم نیویورک از شهرستان نساو، نیویورک انتخاب شد. او مدیر کل شهرستان نساو، نیویورک از سال ۲۰۰۲ تا ۲۰۰۹ بود. اسوزی به عنوان شهردار گلن یارو، نیویورک از ۲۰۰۱ تا ۲۰۰۶ خدمت کرد.